# Liste des épisodes de Kenan & Kel
 (mars 2025).
Si vous disposez d'ouvrages ou d'articles de référence ou si vous connaissez des sites web de qualité traitant du thème abordé ici, merci de compléter l'article en donnant les références utiles à sa vérifiabilité et en les liant à la section « Notes et références ».
Cette page présente la liste des épisodes de la série télévisée américaine Kenan et Kel.

## Panorama des saisons
| Saison | Saison   | Épisodes | États-Unis       | États-Unis       | France           | France            |
| Saison | Saison   | Épisodes | Début            | Fin              | Début            | Fin               |
| ------ | -------- | -------- | ---------------- | ---------------- | ---------------- | ----------------- |
|        | 1        | 14       | 17 août 1996     | 11 janvier 1997  | 1er janvier 2000 | 1er avril 2000    |
|        | 2        | 13       | 6 septembre 1997 | 27 décembre 1997 | 21 juin 2000     | 31 août 2000      |
|        | 3        | 22       | 10 octobre 1998  | 17 avril 1999    | 31 janvier 2001  | 15 juillet 2001   |
|        | 4        | 16       | 7 août 1999      | 3 mai 2000       | 8 août 2001      | 12 septembre 2001 |
|        | Téléfilm | Téléfilm | 15 juillet 2000  | 15 juillet 2000  | 2002             | 2002              |

## Liste des épisodes

### Première saison (1996-1997)
1. Panique au volant (Pilot)
2. Le Sandwich au thon (The Tainting Of The Screw)
3. Vive Hemingway (Doing Things The Hemingway)
4. Kel le Magnifique (Mental Kel-Epathy)
5. Kenan et Kel font la bombe (Duh Bomb)
6. Le Cardigan maudit (Mo' Sweater Blues)
7. Mon père, le bandit (Diamonds Are For Roger)
8. Le Rhume (The Cold War)
9. Le Président (In the Line of Kenan)
10. Le Répondeur infernal (Dial O for Oops)
11. Joyeux Noël (Merry Christmas, Kenan)
12. Emballage express (Baggin' Saggin' Kel)
13. Le Coffre mystérieux (Safe and Sorry)
14. Drôle d'oiseaux (Twizzles Fizzles)

### Deuxième saison (1997)
1. Les Parents d'abord (Pair-Rental Guidance)
2. Bande de clown (Clowning Around)
3. La Loterie (The Lottery)
4. Le Calvaire de Kel (Who Loves Orange Soda?)
5. L'Artiste (Haven't Got Time for the Paint)
6. Kenan et Kel font leur cinoche (A Star is Peeved)
7. Un après-midi de chat (Ditch Day Afternoon)
8. Kel pot de colle (Get The Kel Outta Here)
9. Chicago bulette (Foul Bull)
10. De cours et d'eau fraîche (The Crush)
11. Dingue de dinde (Turkey Day)
12. Tchao l'ami - 1re partie (Bye-Bye Kenan - Part 1)
13. Tchao l'ami - 2e partie (Bye-Bye Kenan - Part 2)

### Troisième saison (1998-1999)
1. Super zéros (Skunkator vs. Moth Man)
2. Grillés (Fenced In)
3. Du tirage dans l'air (The Raffle)
4. Procès en sorcellerie (The Chicago Witch Trials)
5. La Main dans le sac (To Catch A Thief)
6. L'Anniversaire (Happy B-Day Marc)
7. Génie sans faillir (I.Q. Can Do Better)
8. L'Attaque des exterminateurs (Attack of The Bug Man)
9. Surprise, surprise (Surprise, Surprise)
10. Le Monstre de Rigby's (You Dirty Rat)
11. Froid dans le dos (Freezer Burned)
12. Le Plus Beau des cadeaux (Present Tense)
13. Plantes et plantage (Housesitter)
14. Le Marteau-piqueur (I'm Gonna Get You Kenan)
15. La Limousine (The Limo)
16. Le Concours (The Contest)
17. Un petit sourire ! (Picture Imperfect)
18. Kel travail !!! (He Got Job)
19. La Mode selon Kel (Clothes Encounters)
20. Fais pas le singe ! (We Are The Chimpions)
21. Le Bal des amoureux (Who Loves Who-ooh?)
22. Poète pouët pouët (Poem Sweet Poem)

### Quatrième saison (1999-2000)
1. Kenan devient vice-président (Corporate Kenan)
2. À nos amours (The Honeymoon's Over)
3. Recherche Melissa désespérément (Girl-Watchers)
4. Le Permis de conduire (Car Trouble)
5. Leçon de jonglage (Three Girls, A Guy and a Cineplex)
6. Crise d'identité (Natural Born Kenan)
7. La Remise des diplômes (The Graduates)
8. Viva Hollywood - 1re partie (Aw, Here It Goes To Hollywood - Part 1)
9. Viva Hollywood - 2e partie (Aw, Here It Goes To Hollywood - Part 2)
10. Solidarité avec Chris (Oh, Brother)
11. Voyage dans le futur (Futurama)
12. Poisson d'avril (The April Fools)
13. Kenan et Kel : le Best of (Tales From The Clip)
14. Deux têtes valent mieux que rien du tout - 1re partie (Two heads are better than none at all - Part 1)
15. Deux têtes valent mieux que rien du tout - 2e partie (Two heads are better than none at all - Part 2)
16. Deux têtes valent mieux que rien du tout - 3e partie (Two heads are better than none at all - Part 3)